# Septaria borbonica
Septaria borbonica is een slakkensoort uit de familie van de Neritidae. De wetenschappelijke naam van de soort is voor het eerst geldig gepubliceerd in 1803 door Saint-Vincent.